# Creeped Out
Creeped Out é uma série de televisão antológica britânica-canadense lançada pela CBBC em ,31 de outubro de 2017 no Reino Unido e lançada no Canadá pela Family Channel. A série foi criada por Bede Blake e Robert Butler e é uma co-produção entre a CBBC Productions e a DHX Media. Cada episódio tem uma história individual, e estão todas ligadas com 'O Curioso', um misterioso colecionador de histórias que aparece no começo e no final de cada episódio. De acordo com os criadores Bede Blake e Robert Butler, a inspiração foi tirada de Steven Spielberg e da série Amazing Stories em particular. O criador das séries de ficção científica Continuum e Ghost Wars, Simon Barry, serve como consultor criativo executivo para a série. Em 9 de agosto de 2018, foi anunciado que Creeped Out foi renovada para uma segunda temporada que será feita pela CBBC e Family Channel.  A segunda temporada estreou em 24 de abril de 2019.

## Formato
Creeped Out é uma antologia, com cada episódio apresentando um novo cenário, história e personagens, embora alguns detalhes conecte todas as histórias. Cada episódio começa e termina com uma aparição do O Curioso (interpretado por William Romain), um misterioso colecionador de histórias cujo rosto está sempre escondido por uma máscara. O cenário de Karter Bay aparece em ambos 'Slapstick e The Call, e Zucco's Pizzeria é mencionado em Trolled, Marti e Kindlesticks.
Falando sobre O Curioso, o co-criador Bede Blake disse: "Ele foi projetado para ser uma lenda urbana em evolução. Você não sabe o que está sob essa máscara... Historiamente, ele não é uma ameaça para as crianças. Ele tem esse nome porque ele é naturalmente curioso. Ele não é alguém que faz mal. Ele é um observador.

## Produção
Creeped Out foi anunciado pela primeira vez pela BBC em 28 de março de 2017, dizendo "as histórias combinam ficção científica, horror, aventura, suspense, fantasia e mistério para emocionar os jovens espectadores".
Falando sobre a série para uma entrevista ao Den of Geek, o co-criador, Robert Butler, disse que tanto a CBBC quanto a DHX deu aos criadores uma longa trela e "liberdade para armar seja qual for o inferno que criaremos" mas também forneceram buffers e direção quando necessário.
De acordo com a Syfy Wire, o plano de Blake e Butler era de fazer Amazing Stories misturado com The Twilight Zone para um público jovem e moderno.
Após a exibição do episódio The Call, Creeped Out ficou em um hiato de um mês. O primeiro episódio que foi ao ar após o hiato foi Bravery Badge.
Em 9 de agosto de 2018, foi anunciado que Creeped Out havia sido renovada para uma segunda temporada, prevista para ser filmada no verão daquele ano. Espera-se que seja lançada em outubro. Também foi dito que Creeped Out seria transmitida pela Netflix este ano.

## Episódios
| Temporada | Temporada | Episódios | Episódios | Originalmente lançado | Originalmente lançado   |
| Temporada | Temporada | Episódios | Episódios | Estreia da temporada  | Final da temporada      |
| --------- | --------- | --------- | --------- | --------------------- | ----------------------- |
|           | 1         | 13        | 13        | 31 de outubro de 2017 | 20 de fevereiro de 2018 |
|           | 2         | 10        | 10        | 24 de abril de 2019   | ASA                     |

### 1.ª Temporada (2017–18)
| N.º na série | N.º na temporada | Título             | Diretor        | Escritor(es)               | Data de lançamento      |
| --- | ---------------- | ------------------ | -------------- | -------------------------- | ----------------------- |
| 1 | 1                | "Slapstick"        | Steve Hughes   | Robert Butler              | 31 de outubro de 2017   |
| Jessie é constantemente envergonhada pelo comportamento de seus pais. Ela se depara com um show de marionetes na praia e conta tudo ao fantoche, com consequências inesperadas: na manhã seguinte, os pais de Jessie são transformados em fantoches vivos. Mas ela rapidamente percebe o quanto ela sente falta de seus pais verdadeiros e ela tenta mudá-los de volta. Estrelando: Sydney Wade, Daniel Ryan, Jennifer James, Robert Styles, Caitlan Barret-Ward, Stephanie Dooley, Noah Valentine e Simon Naylor. Filmado em New Brighton, The Wirral |                  |                    |                |                            |                         |
| 2 | 2                | "Cat Food"         | Steve Hughes   | Bede Blake & Robert Butler | 7 de novembro de 2017   |
| Stu engana sua mãe para ficar com um dia de "folga" da escola - mas ele descobre da maneira mais difícil o que a velha assustadora da casa do outro lado da rua está fazendo. Estrelando: Rhys Gannon, Maeve Larkin, Katie Rose Proctor e Margaret Jackman. |                  |                    |                |                            |                         |
| 3 | 3                | "Trolled"          | Steve Hughes   | Bede Blake                 | 14 de novembro de 2017  |
| Quando Sam começa a postar mensagens cruéis anonimamente no site de mídia social da escola, ele logo entende o verdadeiro significado de ser um troll. Estrelando: Jonathan Blake, Maximus Evans, Anya Lawrence, Rachel McGuinness, Phil Corbitt, Andrew Readman e Marcus Taylor |                  |                    |                |                            |                         |
| 4 | 4                | "Marti"            | Bruce McDonald | Bede Blake & Robert Butler | 21 de novembro de 2017  |
| Tudo o que Kim quer é ser aceita pela turma popular da escola. A chegada de seu novo telefone perfeito lhe dá uma ajuda, mas logo tudo começa a se desvendar. É uma falha na tecnologia ou algo mais estranho? Estrelando: Tiffany Elefano, Diya Kittur, Berkley Silverman, Sam Ashe Arnold, Steven Cooke e Helene Robbie |                  |                    |                |                            |                         |
| 5 | 5                | "A Boy Called Red" | Steve Hughes   | Bede Blake & Robert Butler | 28 de novembro de 2017  |
| Vincent faz uma viagem de volta para a casa da família de seu pai, mas quando ele explora a casa, descobre que há algo inexplicável à espreita no porão. Estrelando: Malen Clarkson, Jason Done, Rosina Carbone, Boris Burnell-Anderson e Macey Howarth |                  |                    |                |                            |                         |
| 6 | 6                | "The Call"         | Steve Hughes   | Bede Blake & Robert Butler | 5 de dezembro de 2017   |
| Pearl sente-se desconfortável em sua própria pele, e quando uma convocação misteriosa a leva para o mar, ela embarca em uma jornada de descoberta da qual pode se arrepender. Estrelando: Rebecca Hanssen, William Haresceugh, Chris Jack, Zita Sattar e Acushla-Tara Kupe. Parcialmente filmado em New Brighton, The Wirral |                  |                    |                |                            |                         |
| 7 | 7                | "Bravery Badge"    | Steve Hughes   | Bede Blake & Robert Butler | 9 de janeiro de 2018    |
| Em uma viagem de escoteiras para a floresta, Dent realmente deseja poder chamar um táxi para casa,mas tudo muda quando uma estranha epidemia começa a transformar as outras garotas em zumbis. Estrelando: Tillie Amartey, Isabella Pinto, Bella Band, Lola Ogunyemi e Elizabeth Bower |                  |                    |                |                            |                         |
| 8 | 8                | "Spaceman"         | Steve Hughes   | Bede Blake & Robert Butler | 16 de janeiro de 2018   |
| Spud e Thomas encontram sinais de um acidente aéreo em uma floresta e descobrem muito mais do que eles esperavam. Estrelando: William Romain, Amelia Curtis, Gianluca Gallucci e Jacob Henshaw |                  |                    |                |                            |                         |
| 9 | 9                | "Kindlesticks"     | Bruce McDonald | Bede Blake & Robert Butler | 23 de janeiro de 2018   |
| Esme, a 'pior babá do mundo', adora contar histórias arrepiantes para mandar as crianças cedo para a cama. Mas, nesta noite de tempestade, quem vai suar frio é ela. Starring: Romy Weltman, Justin Kelly, Jesse Adam Lowell, Beatriz Yuste, Robin Archer, Andrea Grant, Aliya Anthony, Aria Anthony e Gracie Mchendry |                  |                    |                |                            |                         |
| 10 | 10               | "Shed No Fear"     | Bruce McDonald | Denis McGrath              | 30 de janeiro de 2018   |
| Greg tem um palpite de que tudo não está bem com seu amigo Dave. Quando ele o segue até o galpão da tia, a aventura está apenas começando. Estrelando: Jordan Poole, Thamela Mpumlwana, Jake Sim, Darlene Cooke, Andrew Moodie e Jaiden Cannatelli |                  |                    |                |                            |                         |
| 11 | 11               | "The Traveller"    | Steve Hughes   | Bede Blake & Robert Butler | 6 de fevereiro de 2018  |
| Jodie e Brandon aprontam na rua toda quando acham uma máquina capaz de congelar o tempo. Mas toda brincadeira tem seu preço. Estrelando: Leah Choudhry, Daniel Ogbeide-John e Adonis Anthony |                  |                    |                |                            |                         |
| 12 | 12               | "Side Show Part 1" | Bruce McDonald | Bede Blake & Robert Butler | 13 de fevereiro de 2018 |
| Ace é a estrela de um circo, mas como exatamente ele chegou lá e onde ele realmente pertence? Estrelando: Julian Richings, Kyle Breitkopf e Katie Douglas. |                  |                    |                |                            |                         |
| 13 | 13               | "Side Show Part 2" | Bruce McDonald | Bede Blake & Robert Butler | 20 de fevereiro de 2018 |
| O passado de Ace começa a fazer sentido com poucas memórias que ele tem, ele tem um plano para voltar para casa, mas os planos nem sempre são bem planejados. Estrelando: Julian Richings, Kyle Breitkopf e Katie Douglas. |                  |                    |                |                            |                         |

### 2.ª Temporada (2019)
| N.º na série | N.º na temporada | Título                 | Diretor              | Escritor(es)     | Data de lançamento  |
| --- | ---------------- | ---------------------- | -------------------- | ---------------- | ------------------- |
| 14 | 1                | "One More Minute"      | Bruce McDonald       | Patrick Whistler | 24 de abril de 2019 |
| Jack gosta de jogar videogames. Mas quando ele começa a brincar com um garoto misterioso online, ele começa a notar falhas em sua memória. Ele acorda sem saber quanto tempo passou. Para onde foi o tempo e quanto pior isso pode ficar? |                  |                        |                      |                  |                     |
| 15 | 2                | "Itchy"                | Gareth Tunley        | Robert Butler    | 1 de maio de 2019   |
| Gabe não é conhecido por sua bravura. Ele nunca foi o herói. Mas quando os piolhos começam a infestar sua pequena cidade e todos estão em pânico, ele pode ser a única pessoa que pode pará-los.                                          |                  |                        |                      |                  |                     |
| 16 | 3                | "Help"                 | Bruce McDonald       | Robert Butler    | 8 de maio de 2019   |
| A inteligência artificial pode ser útil em casa. Mas tem acesso a muita informação? E se souber tudo sobre sua família? E se você, inadvertidamente, deu isso - controle total.                                                           |                  |                        |                      |                  |                     |
| 17 | 4                | "The Many Place"       | Lucy Campbell        | Bede Blake       | 15 de maio de 2019  |
| Três irmãos, em férias chuvosas na Austrália, estão presos no hotel. Mas quanto mais eles exploram, mais perguntas eles têm. Onde um corredor termina e outro começa? E o que está por trás da próxima porta?                             |                  |                        |                      |                  |                     |
| 18 | 5                | "The Unfortunate Five" | The Unfortunate Five | Emma Campbell    | 22 de maio de 2019  |
| Os "cinco infelizes" estão presos na detenção. Embora, em vez de punição, eles recebam exercícios de atenção plena. Mas quando eles juntarem tudo, será tarde demais?                                                                     |                  |                        |                      |                  |                     |

## Recepção
A TVTimes deu a série quatro estrelas, comparando a série a Tales of the Unexpected e chamou-lhe de "uma nova série de antologias com histórias estranhas e misteriosas que terminam com uma moral".
Chris Bennion da The Times disse: "as histórias são agradavelmente macabras e inventivas".
Den of Geek chamou a série de "imperdível" e "brilhantemente arrepiante".